# Publius Volumnius Gallus Amintinus
Publius M.f. Volumnius Gallus Amintinus was consul in 461 v.Chr. samen met Servius Sulpicius Camerinus Cornutus. (Liv., III 10; Dionysus, X 1; Diod., XI. 84; Val. Max, I 6. § 5; Plin., H. N. II 57.)

## Referentie
- L. Schmitz, art. Gallus, P. Volumnius, in W. Smith (ed.), Dictionary of Greek and Roman Antiquities, II, Londen, 1870,p. 229.